# Debata kuchenna

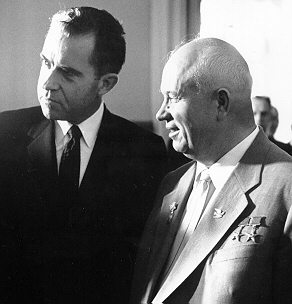
Richard Nixon i Nikita Chruszczow

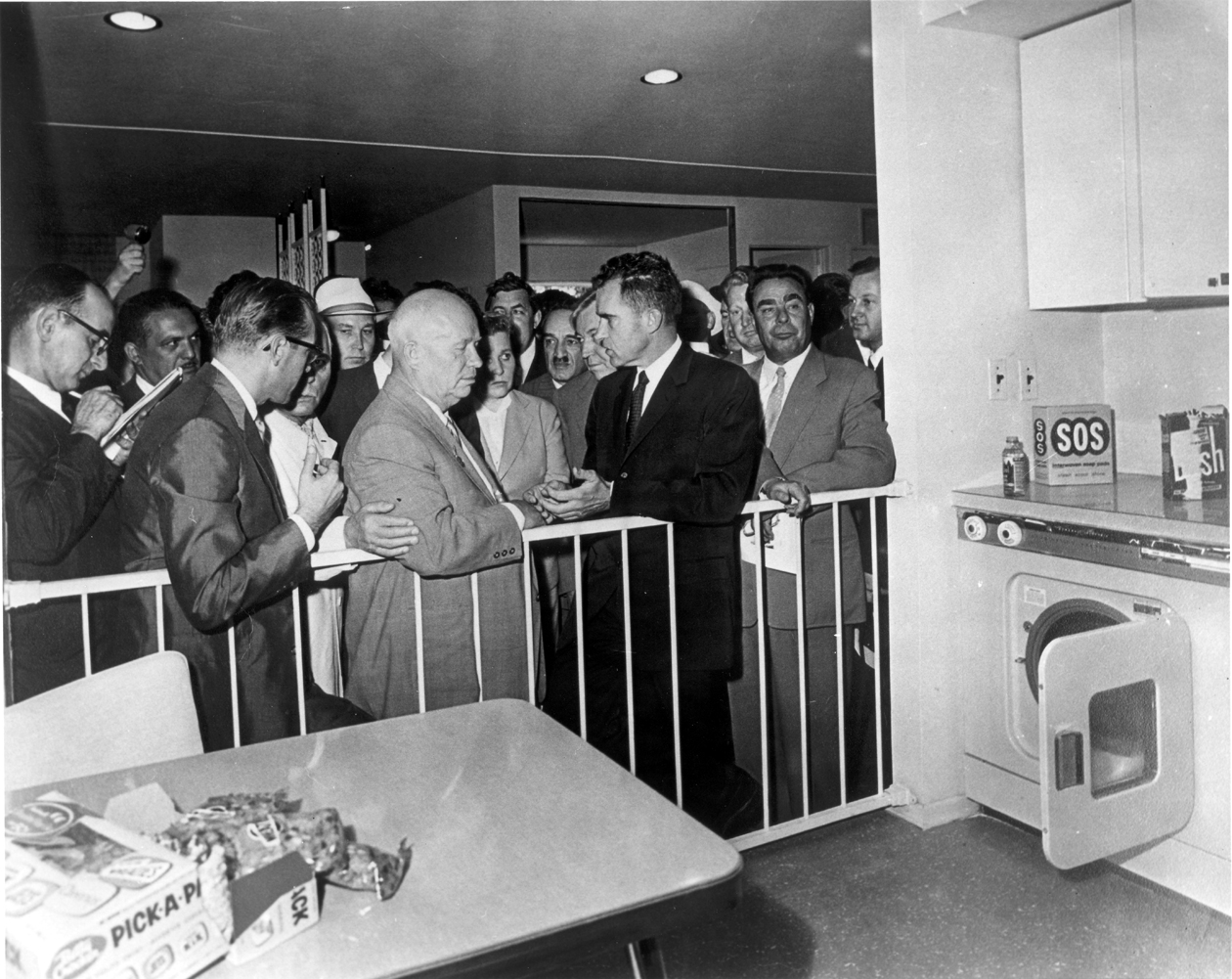
Kuchnia z debatą Nixona-Chruszczowa. Leonid Breżniew, przyszły przywódca Związku Radzieckiego, znajduje się na prawo od Nixona

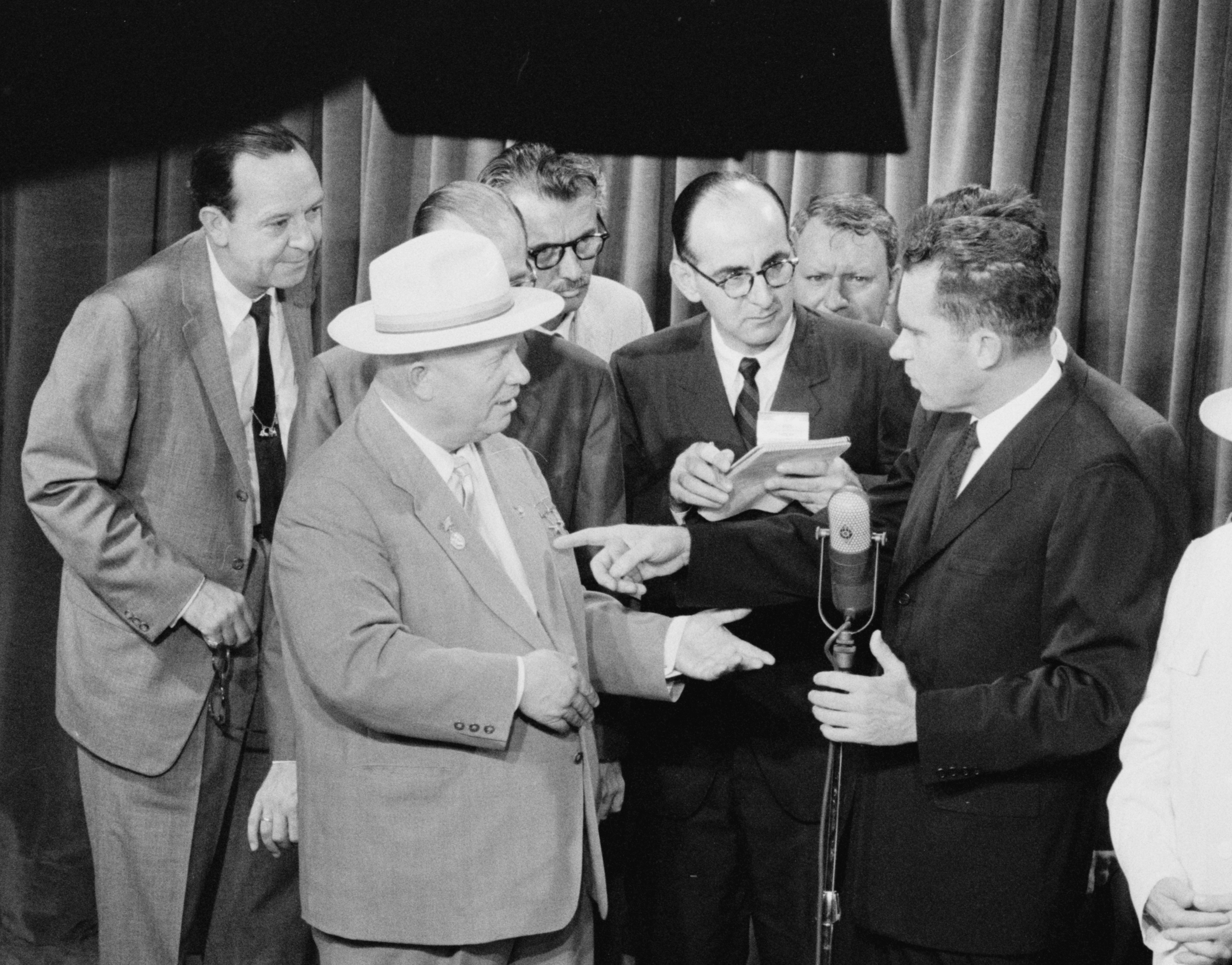
Pierwszy sekretarz ZSRR, Nikita Chruszczow, i wiceprezydent Stanów Zjednoczonych, Richard Nixon, dyskutują na temat komunizmu i kapitalizmu w przeciętnej kuchni amerykańskiej na Amerykańskiej Wystawie Narodowej w Moskwie (lipiec 1959)

Debata kuchenna (ros. Кухонные дебаты, ang. Kitchen Debate) – dyskusja pomiędzy wiceprezydentem USA Richardem Nixonem a pierwszym sekretarzem ZSRR Nikitą Chruszczowem, która miała miejsce 24 lipca 1959 roku podczas otwarcia Amerykańskiej Wystawy Narodowej w parku Sokolniki w Moskwie.

## Historia
Pod koniec 1958 roku Związek Radziecki i Stany Zjednoczone zdecydowały się na zorganizowanie wystaw narodowych, które miały być przejawem zintensyfikowania współpracy w obszarze wymiany kulturowej pomiędzy oboma państwami. Miesiąc po uruchomieniu radzieckiej wystawy w Nowym Jorku, 24 lipca w Moskwie w Parku Sokolniki, otwarto wystawę poświęconą kulturze amerykańskiej. Jej gospodarzem był wiceprezydent Stanów Zjednoczonych Richard Nixon. Oprowadził on po ekspozycji pierwszego sekretarza ZSRR Nikitę Chruszczowa. Na wystawie znajdowało się wiele towarów konsumpcyjnych oraz artykułów AGD, dostarczonych przez ponad 450 amerykańskich firm.
W trakcie zwiedzania wystawy Chruszczow, znany ze swojego gwałtownego temperamentu, rozpoczął debatę. Przywódcy zatrzymali się przed makietą amerykańskiej kuchni, gdzie znajdowały się nowoczesne amerykańskie gadżety technologiczne. Pierwszy sekretarz oglądając wystawę stwierdził: „Wszystkie te rzeczy mamy w naszych nowych mieszkaniach” oraz „Wy, Amerykanie myślicie, że my, Sowieci będziemy tym zaskoczeni. Wcale tak nie jest”. Wiceprezydent odpowiedział „Nie uważamy, że zadziwiamy Sowietów. Chcemy jedynie pokazać nasze prawo wolnego wyboru. My nie chcemy, aby decyzje podejmowali za nas urzędnicy państwowi, którzy mówią, że wszystkie domy powinny być zbudowane w taki sam sposób”.
Gdy Nixon pokazywał nowe telewizory kolorowe, Chruszczow rozpoczął atak na tzw. Rezolucję Narodów Zniewolonych, uchwaloną przez Kongres Stanów Zjednoczonych w sprawie narodów Europy Wschodniej na kilka dni przed wystawą. Po zaprotestowaniu przeciwko działaniom kongresu, wyśmiał nową technologię Stanów Zjednoczonych:

„No dobrze. Ameryka istnieje od stu pięćdziesięciu lat i to jest poziom, jaki osiągnęła. My istniejemy niecałe 42 lata, ale za 7 lat będziemy na tym samym poziomie, co teraz Ameryka. Kiedy was dopędzimy, zaczniemy was wyprzedzać machając pa pa i może wtedy wy przyjdziecie do nas i powiecie: poczekajcie trochę i my poczekamy, aż będziecie w stanie iść dalej razem z nami. Mówiąc szczerze, skoro tak wam się podoba kapitalizm, to żyjcie w nim dalej. To wasza sprawa i to nas nie obchodzi. Możemy wam współczuć, ale dopóki nie zrozumiecie, że można żyć inaczej, to żyjcie tak, jak dotąd”

Nixon chcący uniknąć konfliktu i wstrzymać kontynuację dyskusji stwierdził, że „ta rozmowa nauczy pewnych rzeczy nas i was. Przecież nie wiecie wszystkiego”. Chruszczow zripostował „Jeśli ja nie wiem wszystkiego, wtedy wy nie wiecie nic na temat komunizmu – z wyjątkiem strachu przed nim”.
Nawiązując do filmu Dzisiejsze czasy Charliego Chaplina z 1936 roku Chruszczow sarkastycznie spytał „Czy nie macie maszyny, która wkłada jedzenie do ust?”.
Pierwszy sekretarz ZSRR stwierdził, iż „wszystko, co powiedział w ich debacie, powinno zostać przetłumaczone na angielski i wyemitowane w Stanach”. Nixon odpowiedział „Z pewnością tak będzie, a wszystko, co ja powiem, ma zostać przetłumaczone na język rosyjski i transmitowane w całym Związku Radzieckim. To uczciwa wymiana”. Chruszczow energicznie uścisnął dłoń wiceprezydentowi.
Rozmówcy w towarzystwie dziennikarzy i fotoreporterów kontynuowali swoją debatę w kuchni. Wiceprezydent USA zwrócił uwagę, że radziecki przywódca systematycznie mu przerywa, oraz zasugerował, że ciągłe groźby Chruszczowa dotyczące pocisków nuklearnych mogą w efekcie doprowadzić do wybuchu wojny. Chruszczow odparł, że te słowa mogą mieć „bardzo złe konsekwencje”. Dodał również „chciałem pokoju ze wszystkimi innymi narodami, zwłaszcza z Ameryką”. Nixon dosyć nieśmiało stwierdził, że „nie był zbyt dobrym gospodarzem”.